# 梭魚
梭魚（学名：Planiliza haematocheila）是鲻形目鲻科梭鱼属的一种近岸半徊游性鱼类，主要分布于中国、日本和朝鲜半岛沿海、江河的入海口或者咸水中，淡水也可生活，因身体像一个梭子而得名。是温热带浅海区重要的经济鱼类之一。